# 四氯化五甲基环戊二烯基钽
四氯化五甲基环戊二烯基钽是一种金属有机化合物，化学式为C10H15TaCl4。它可由五氯化钽和三丁基(五甲基环戊二烯基)锡（或(5-三甲基硅基)五甲基环戊二烯）在甲苯中反应得到。它在反应中氯可以被其它配体取代。